# 花岡洋文
花岡 洋文（はなおか ひろふみ）は、日本の国土交通官僚。国土交通省大臣官房総括審議官や、国土交通省国土政策局長、都市再生機構副理事長、国土交通審議官等を歴任した。

## 人物・経歴
岡山県出身。淳心学院高等学校、東京大学法学部第2類（公法コース）卒業、建設省入省。茨城県企画部長、住宅金融公庫総合企画部長等を経て、国土交通省大臣官房審議官（都市・地域整備局担当）や、国土交通省大臣官房審議官（都市局担当）として、都市計画法改正などにあたった。
2013年国土交通省大臣官房総括審議官。同年国土交通省国土政策局長。2014年都市再生機構副理事長。2016年国土交通審議官。2017年依願退官、東京海上日動火災保険顧問。2019年民間都市開発推進機構理事長。